# Едуард Андре
Едуард Андре (фр. Édouard André 17 липня 1840 — 25 жовтня 1911) — французький садівник, ландшафтний дизайнер, провідний ландшафтний архітектор кінця 19 століття, відомий проектуванням міських парків та громадських місць у Литві, Монте-Карло та Монтевідео.

## Біографія

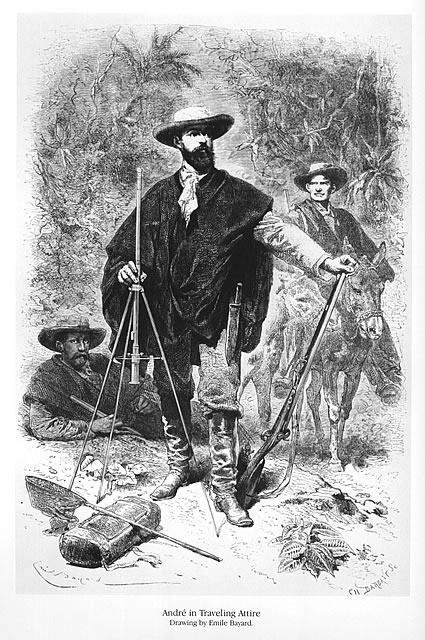
Едуард Андре під час експедиції (автор Еміль Баярд)

Едуард Андре народився в Бурж, Шер, його батько був власником розсадника рослин. У 1860 році Андре працював асистентом Жан-П'єра Барійє-Дешама, разом із Адольфом Альфаном та Жоржем Османом брав участь у реконструкції Парижу. Згодом його призначили головним садівником ("Jardinier Principal") Парижа. Протягом восьми років державної служби він спроектував та озеленив багато громадських місць, у тому числі Парк Бютт-Шомон та сади палацу Тюїльрі.
У 1866 році розпочалася його міжнародна кар'єра, коли він виграв конкурс на проект Сефтон-паркуу Ліверпулі. За своє життя Андре спроектував близько сотні громадських та приватних парків, переважно в Європі: Російська імперія, Австро-Угорщина, Швейцарія, Нідерланди, Данія та Болгарія. Серед найвідоміших з них, окрім Сефтон-Парку у Ліверпулі можна назвати парк замку Люксенбурга, парк у Фуншалі на Мадейрі, Португалія, Weldam Castle Garden у Гоф-ван-Твенте, Нідерланди, міський парк у Коньяк та сади Вілли Боргезе, головний громадський парк у Римі. Його досвід у проектуванні громадських парків був викладений у «Traité général de laposition des parcs et jardins» (Masson, Paris) 1879 року.

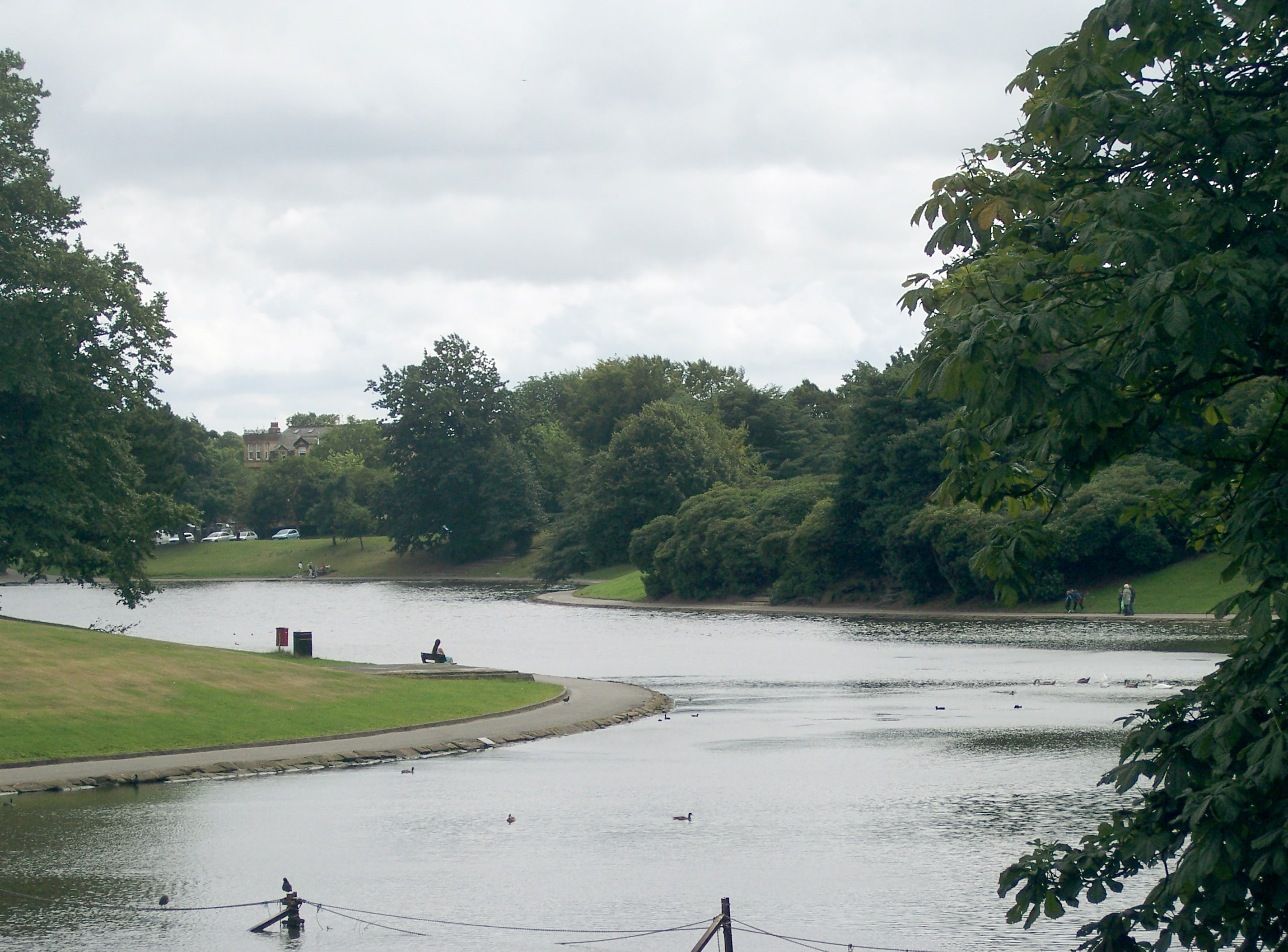
Озеро для човнів у Сефтон-парку, спроектоване Андре

Приватні парки, розроблені Андре, включають чотири ландшафтні парки у Литві, засновані в дворянських резиденціях Тишкевичів: Лентварис, Trakų Vokė (тепер у мікрорайоні Вільнюса Аукштеї-Панеряй), Užutrakis (поблизу Тракаю) та найкрасивіший парк Литви, парк Музею бурштину у Паланзі. Ці парки мають багато відмінних рис, які Андре використав у своїх парках: гармонійне розміщення та приємне розташування штучних гротів, водоспадів, кам'яних споруд у гірському стилі, використання природних водойм та панорами.

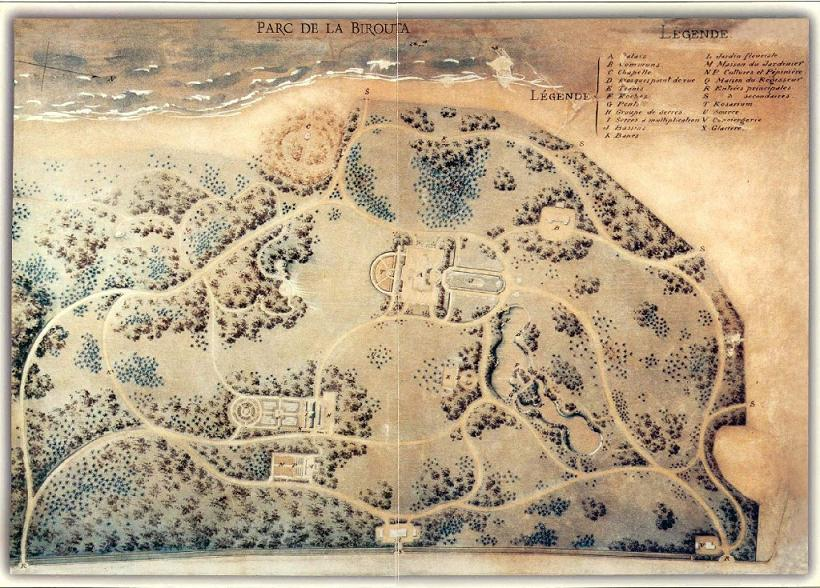
План парку у Паланзі

У 1870 році Едуар Андре змінив Шарля Лемера на посаді редактора «L'Illustration Horticole».
У 1875–76 роках він здійснив ботанічну подорож у передгір’ях Анд, результатом якої було виведення численних нових рослин для європейського вирощування. У 1889 році вийшла його книга про бромелієві, Bromeliaceae Andreanae. Description et Histoire des Bromeliacées récoltées dans la Colombie, l'Ecuador et la Venezuela, Librairie Agricole, Paris.
Едуард Андре помер у Ла-Круа-ан-Турені та був похований на цвинтар Монмартр у Парижі.

## Окремі публікації
- Bromeliaceae Andreanae. Description et Histoire des Bromeliacées, récoltées dans la Colombie, l'Ecuador et la Venezuela. Paris: Librairie Agricole, 1889. Nachdruck: Berkeley CA, USA: Big Bridge Press, 1983
- L' art des jardins: traité général de la composition des parcs et jardins. Paris: Masson, 1879. Nachdruck: Marseille: Lafitte Reprints, 1983, ISBN 2-7348-0127-2